# Wilhelm Knelangen
Wilhelm Knelangen (né en 1971 à Friesoythe) est un politologue allemand.

## Biographie
Après avoir obtenu son diplôme du lycée Albert-le-Grand de Friesoythe (de) en 1990, Knelangen étude les sciences politiques, l'histoire moderne et contemporaine et le journalisme à l'Université westphalienne Guillaume de Münster. De 1995 à 1996, il est consultant pour la politique de l'enseignement supérieur et vice-président du comité général des étudiants à l'Université de Münster. Il obtient son doctorat en 2001 au département des sciences sociales de l'Université d'Osnabrück. Au semestre d'été 2006, il y occupe une chaire de science politique. Au début du semestre d'hiver 2001/2002, il travaille comme assistant scientifique à l'Université Christian-Albrecht de Kiel. Depuis 2006, il est conseiller académique au même endroit. Il est membre du conseil d'administration de la Société allemande de sciences politiques (de) depuis 2017. Au semestre d'hiver 2017/2018, il est nommé professeur auxiliaire.
Knelangen est marié et père de trois enfants.

## Axes de recherche
- Intégration européenne
- Sécurité intérieure et extérieure de l'Union européenne
- Terrorisme et contre-terrorisme en Allemagne et dans l'UE
- Histoire des sciences politiques à Kiel

## Adhésions
- Association allemande de sciences politiques (de) (DVPW)
- Société allemande de sciences politiques (de) (DGfP)
- Groupe de travail sur l'intégration européenne (de) (AEI)
- Société Michael-Freund (de) (président)

## Publications
- Innere Sicherheit im Integrationsprozess. Die Entstehung einer europäischen Politik der inneren Sicherheit. VS Verlag für Sozialwissenschaften, Opladen 2001,  (ISBN 3-8100-3101-1).
- zusammen mit Johannes Varwick (de) (Hrsg.): Neues Europa – alte EU? Fragen an den europäischen Integrationsprozess. VS Verlag für Sozialwissenschaften, Opladen 2003,  (ISBN 978-3-8100-4127-2).
- zusammen mit Jana Windwehr, Andrea Gawrich: Sozialer Staat – soziale Gesellschaft? Stand und Perspektiven deutscher und europäischer Wohlfahrtsstaatlichkeit. Lehmanns, Opladen 2009,  (ISBN 3-86649-203-0).
- zusammen mit Utz Schliesky (de) (Hrsg.): Friedrich Christoph Dahlmann (1785–1860). Husum Verlag, Husum 2012,  (ISBN 978-3-89876-625-8).
- zusammen mit Tine Stein (de) (Hrsg.): Kontinuität und Kontroverse. Die Geschichte der Politikwissenschaft an der Universität Kiel. Klartext, Essen 2013,  (ISBN 978-3-8375-0763-8).
- zusammen mit Birte Meinschien (Hrsg.): »Lieber Gayk! Lieber Freund!« Der Briefwechsel zwischen Andreas Gayk und Michael Freund von 1944 bis 1954. Ludwig, Kiel 2015,  (ISBN 978-3-86935-269-5).
- zusammen mit Andrea Gawrich (Hrsg.): Globale Sicherheit und die Zukunft politischer Ordnung, Verlag Barbara Budrich, Opladen 2017,  (ISBN 978-3-8474-2071-2).
- zusammen mit Friedhelm Boyken (Hrsg.): Politik und Regieren in Schleswig-Holstein. Grundlagen – politisches System – Politikfelder und Probleme, Springer, Wiesbaden 2019,  (ISBN 978-3-6582-5747-7).